# Club Deportivo Universidad de Concepción (fútbol femenino)
Universidad de Concepción Femenino o UdeC Femenino es la rama femenina del Club Deportivo Universidad de Concepción, que representa a la casa de estudios del mismo nombre, radicado en la ciudad de Concepción, en la Región del Biobío.
Esta rama fue creada en el año 2016 para la participación del torneo de aquel año de la Primera División de fútbol femenino de Chile, máxima categoría del fútbol femenino profesional en Chile, y organizada por la Asociación Nacional de Fútbol Profesional (ANFP).

## Historia

### Debut
Después de que Cristian Ferrer, Alfonso Bastías y Santiago Riquelme, junto a una directiva conformada por Ronald Alarcón, Cristian Fuentes y Carol Neira lograran sacar adelante la tarea de fundar la Rama femenina, el plantel inicial, tuvo como base el equipo Fem BioBio formación que fue reforzada con jugadoras seleccionadas en convocatorias de pruebas de jugadoras en las que se sumaron nombres como Loreto Aravena. El equipo tenía el desafío de prepararse oportunamente para el debut, pero también de autogestionarse.
Debutarían en el campeonato nacional el 13 de marzo de 2016 frente a Arturo Fernández Vial que utilizaba el nombre de Naval de Talcahuano ante más de 400 personas en el estadio del campus Universidad de Concepción en el cual cayeron derrotadas por 1 a 3 en el primer partido de su historia y el primer enfrentamiento de la rivalidad.
Finalizaron 2016 en el sexto lugar y sin clasificar desde zona sur a playoffs, pero destacando la convocatoria de Sofía Beltrán y Antonía Alarcón a la Selección Chilena SUB17.
Tras un primer año lleno de aprendizajes, en 2017 el equipo logró realizar un destacado torno de Apertura en la categoría de Primera División, en el que alcanzaron los cuartos de final de los playoffs. Así como también su plantel SUB17 que alcanzó las semifinales del Apertura y la final del Clausura, perdiendo ambas llaves frente a  Colo Colo.

### Un nuevo escenario institucional
En 2018 el torneo pasó a ser anual y debieron pelear por un cupo a playoffs desde la zona sur, el cual consiguieron tras finalizar segundas con 33pts, 5pts por detrás de Deportes Temuco. En playoffs cayeron frente a  Colo Colo. 4 a 0, finalizando así su año deportivo, las goleadoras del año fueron Leydy Reyes con 8 anotaciones y Constanza Reveco con 7. Desde este año la dirigencia de la Corporación Club Deportivo Universidad de Concepción empezó a apoyar a la rama femenina con infraestructura, vestimenta, ayudas económicas para las jugadoras que vienen de regiones o de otras localidades de la ciudad y un respectivo sueldo para el cuerpo técnico. Lo que sentó el comienzo de una nueva era institucional. 
2019 resultó ser el año de peor desempeño deportivo en la historia de la rama, en donde el Campanil finalizó en el duodécimo lugar del certamen con 21 puntos, tras 21 lances partidos, seis triunfos, dos empates, 13 derrotas, 36 goles a favor y 72 en contra, solo un puesto sobre las últimas descendidas en la tabla de rendimiento ponderada, Santiago Wanderers. Los 13 goles convertidos por Camila Pávez resultaron ser lo más destacable de la temporada, lo que le llevó a fichar a mitad de año a River Plate
En el transición 2020 U de Concepción finalizó tercera del grupo B con 13pts, solo por detrás de U de Chile y Colo, mostrando un gran nivel a pesar de las dificultades causadas por la contingencia de la Pandemia de COVID-19, lo que llevó a comenzar el torneo en octubre y entrenar bajo estrictas medidas sanitarias.
A pesar de empezar 2021 enfrentando un duro comienzo en casa tras caer goleadas 0:10 frente a  Santiago Morning, aquel temporada resultó ser un periodo de consolidación deportiva para el plantel dirigido por Nilson Concha y Eduardo de la Barra, consiguiendo uno de los mejores juegos colectivos de la historia de la rama femenina y la clasificación a playoffs del campeonato al sumar 21pts y posicionarse cuartas del Grupo A, donde caerían eliminadas frente a  Universidad de Chile, quienes posteriormente levantarían la Copa. Tras la notable participación, la jugadora Daniela Ceballos Gallegos fue galardonada dentro del 11 ideal del campeonato nacional. 
2022 comenzó con un plantel situado en el escenario institucional con más incertidumbre de su historia reciente (determinado por los cambios institucionales detonados por el descenso de división de la rama masculina), las foreras tuvieron que enfrentar un convulso inicio de temporada marcado por el éxodo de importantes figuras del plantel como las goleadoras Viviana Torres, Franchesca Caniguán y Constanza Reveco, la promesa canterana Ignacia Bustos, la histórica Camille Iluffi a su rival local Fernández Vial  y la partida del liderazgo de Nilson Concha y su personal. Episodio que supieron atravesar lideradas de la DT local Paula Andrade, quién condujo al grupo a sostener el nivel competitivo del año anterior en los partidos del 2022, destacándose la épica remontada en el clásico femenino del Bio-Bio frente al club en el que militaban sus excompañeras. El equipo logró clasificar entre las 8 mejores del país y disputar un cupo en semifinales en el grupo A, donde terminaron en la 6.ª posición con 4 puntos.

### 2023 y el comienzo de la era profesional
2023 fue una nueva temporada llena de cambios, determinada por las sensibles bajas de Aída Castillo, Yasna Becerra, de las canteranas Catalina Fuentes y Camila Torres y la DT Paula Andrade, como también de los notables refuerzos de Camila Gómez Ares proveniente de Boca Juniors, Camille Iluffi de larga trayectoria en el campanil y del DT Marcelo Valenzuela de pasado como jugador. Además, once de canteranas de la institución promovidas al primer equipo. 
El 24 de Marzo, previo al primer partido de la temporada, el club oficializó los primeros 11 contratos profesionales en la historia de la rama: Loreto Aravena, Camila Gómez Ares, Camila Pincheira, Magdalena Osores, Camille Iluffi, Constanza Santander, Karen Méndez, Daniela Ceballos, Khishna Contreras, Arantxa Araneda y Jazmín Gallardo. 
Finalizaron la fase regular del Campeonato 2023 con 20pts y clasificadas al grupo A para pelear por un cupo a PlayOffs, pero recibieron una sanción de 3pts debido a irregularidades en la inscripción de jugadoras canteranas en el primer partido del campeonato vs Puerto Montt, lo que les obligó a disputar la permanencia en el grupo B, la cual consiguieron tras posicionarse en segunda posición.

## Estadio

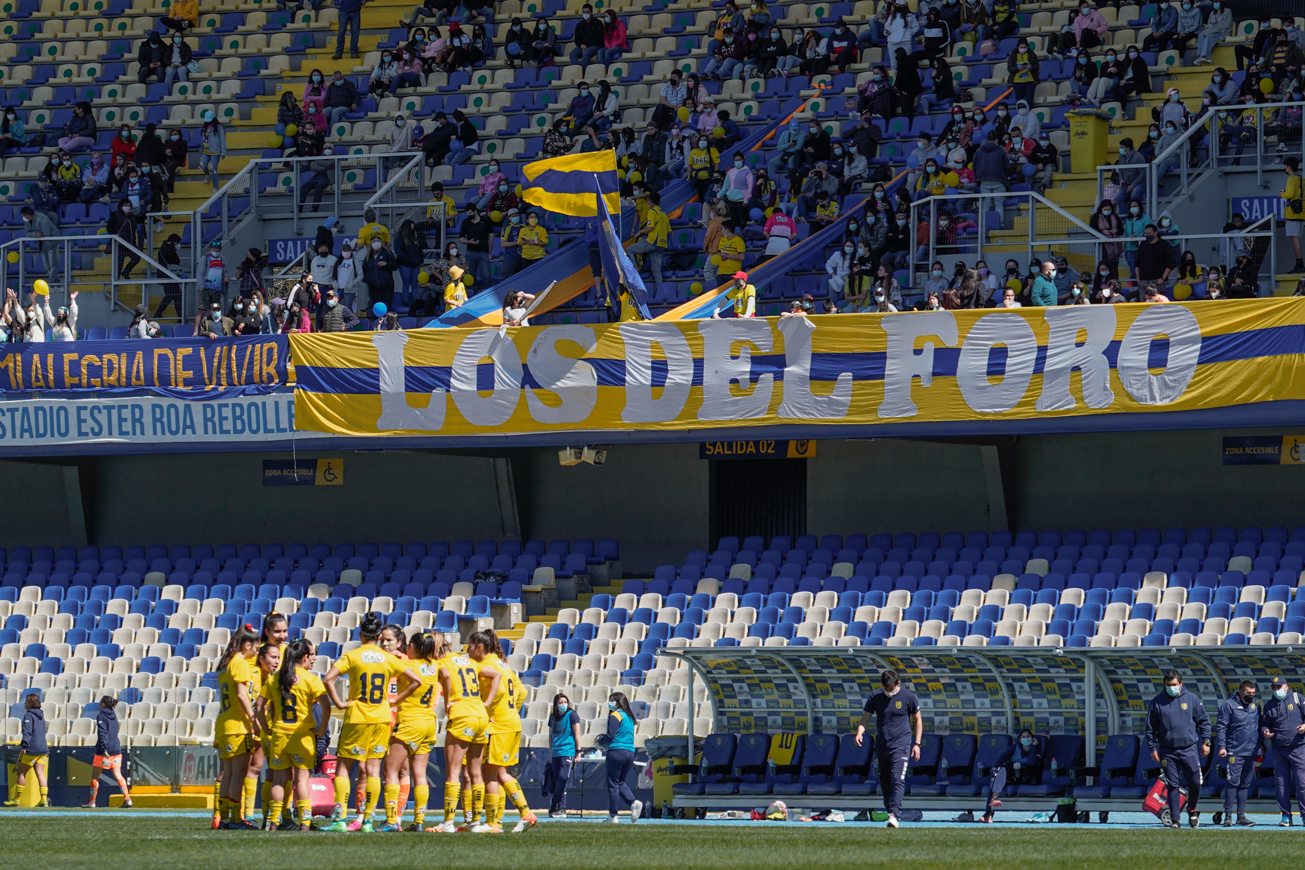
UdeC Femenino jugando por primera vez con público en Collao, septiembre de 2021

En sus primeras temporadas fueron locales en el estadio Universitario del Campus UdeC y la Cancha Aníbal Pinto de Concepción. 
Desde el comienzo del Torneo de Transición 2020, las foreras ejercen su localía en el Estadio Ester Roa Rebolledo, estadio de césped natural con capacidad para 33.000 espectadores. 
Ocasionalmente son locales en el estadio Universitario del Campus UdeC, recinto de césped sintético y capacidad cercana a los 1.000 espectadores donde a principios de 1994 se refundó el Club Deportivo y en 2016 debutó la rama.
Han ejercido excepcionalmente su localía en el estadio Municipal de San Pedro de la Paz en 2017 y 2018, el estadio Municipal José Fuentes Espinoza de Florida en 2019 y en el estadio El Morro de Talcahuano en 2023 y 2024.
Realizan sus entrenamientos en el Complejo Campanil UdeC, ubicado en Camino a Penco 3660, el cual cuenta con una cancha sintética, gimnasio y a la vez es su sede de operaciones. 

## Jugadoras
Durante sus siete años de vida La UdeC se ha caracterizado por su labor formativa, espacio que ha sido ideal para el paso de jugadoras como Valentina Navarrete, Camila Pávez, Antonía Alarcón, Constanza Santander, Franchesca Caniguán o Arantxa Araneda.
Entre las filas del campanil, destacan el paso de futbolistas como: Angélica Gutiérrez,  Loreto Aravena, Guirnette Quiroz, Camille Iluffi, Daniela Ceballos, Natalia Bernal y Camila Gómez Ares.
Paula Andrade fue la primera futbolista del club en llegar a la dirección técnica de la rama.
En el actual plantel, aún militan tres jugadoras presentes en la primera temporada:  Loreto Aravena, Camille Iluffi y Consuelo Ruiz.
En julio de 2023 Camila Gómez Ares se convirtió en la primera jugadora en la historia del campanil en ser convocada a una Copa Mundial Femenina tras ser nominada para defender a la Selección Argentina en el mundial celebrado en Australia/Nueva Zelanda.

### Altas 2025
| Jugadora            | Posición      | Procedencia           |
| ------------------- | ------------- | --------------------- |
| Ashley Castillo     | Portera       | Fernández Vial        |
| Verónica Ribeiro    | Portera       | Liverpool             |
| Marina Cano         | Defensa       | Audax Italiano        |
| Catalina Fuentes    | Defensa       | Huachipato            |
| Ianna Jeraldo       | Defensa       | Defensores del Ilucán |
| Céfora Esparza      | Defensa       | Huachipato            |
| Ailén Martínez      | Mediocampista | Racing Club           |
| Catherine Monsálvez | Mediocampista | Fernández Vial        |
| Nicole Fajre        | Mediocampista | Santiago Morning      |
| Karen Méndez        | Delantera     | Fernández Vial        |
| Jazmín Gallardo     | Delantera     | Fernández Vial        |
| Nardy Guzmán        | Delantera     | Agente libre          |
| Yenniffer Zambrano  | Delantera     | Huachipato            |

### Bajas 2025
| Jugadora               | Posición      | Destino             |
| ---------------------- | ------------- | ------------------- |
| Camila Pincheira       | Portera       | Huachipato          |
| Gabriela Carrasco      | Portera       | Unión La Calera     |
| Francisca Seura        | Defensa       | Coquimbo Unido      |
| Victoria Caballero     | Defensa       | Santiago Morning    |
| Natalia Ocampo         | Defensa       | Huachipato          |
| Khishna Contreras      | Defensa       | Deportes Iquique    |
| Emilia Sepúlveda       | Defensa       | Bandera de ?        |
| María Magdalena Osores | Defensa       | Bandera de ?        |
| Alyson Alarcón         | Defensa       | Bandera de ?        |
| Sharon Ramírez         | Mediocampista | Bandera de ?        |
| Karen Coloma           | Mediocampista | Deportes Iquique    |
| Ana Aravena            | Delantera     | Bandera de ?        |
| Joseffa Oyarzo         | Delantera     | Deportes Concepción |
| Yordana Martínez       | Delantera     | Everton             |
| Constanza Reveco       | Delantera     | Santiago Morning    |

### Figuras destacadas
| 1. | Guirnette Quiroz       | 26 goles | 1. | Loreto Aravena     | 129 partidos |
| 2. | María Isabel Rebolledo | 23 goles | 2. | Camille Iluffi     | 102 partidos |
| 3. | Leydy Reyes Perlaza    | 21 goles | 3. | Angélica Gutiérrez | 86 partidos  |
| 4. | Karen Méndez           | 20 goles | 4. | Natalia Bernal     | 81 partidos  |
| 5. | Franchesca Caniguán    | 18 goles | 5. | Constanza Reveco   | 76 partidos  |

Nota: En negrita los jugadoras activas en el club. 

## Distinciones individuales
- Premios ContraGolpe-REDGOL
  - Daniela Ceballos Gallegos  (Parte del Equipo Ideal de la temporada 2021)[3]

## Entrenadores

### Cronología
- Cristian Ferrer (2016)
- Eduardo de la Barra y Nilson Concha (2017-2021)
- Paula Andrade (2022)
- Marcelo Valenzuela (2023-2024)
- Marcelo Saavedra (2025)
- Marco Olea (2025-)

## Datos del club
- Temporadas en  Primera División Femenina: 9 (2016-2024)
- Mejor puesto en  Primera División Femenina: 5° (Transición 2020)
- Peor puesto en  Primera División Femenina: 12.º (Campeonato 2019)
- Mayor goleada conseguida:
  - En Primera División: 9-0 frente a Curicó Unido en 2017
- Mayor goleada recibida:
  - En Primera División: 2 a 13 frente a  Deportes Puerto Montt en 2016
- Jugadora con más temporadas disputadas: Loreto Aravena, Consuelo Ruiz: (9 temporadas)
- Jugadora con más goles convertidos en una temporada: Camila Pávez (13 en 2019), Camila Gómez Ares (13 en 2023).
- Jugadora con más goles convertidos en un partido: Camila Gómez Ares (4 goles)
- Entrenador(a) con más temporadas dirigidas: Nilson Concha  (5 temporadas)

## Uniformes
| Periodo     | Proveedor | Patrocinador (es                                                                  |
| ----------- | --------- | --------------------------------------------------------------------------------- |
| 2016        | Dalponte  | PF FAW Entel                                                                      |
| 2017 - 2020 | KS7       | Universidad de Concepción Salazar Israel                                          |
| 2021        | Capelli   | Universidad de Concepción EstelarBet Sanatorio Alemán Nunca más sin nosotras KINO |
| 2022 - 2023 | Capelli   | Universidad de Concepción CMPC PF Meds KINO Sanatorio Alemán                      |

| 2016 | 2017-18 | 2019 | 2021 | 2023 |

## Clásico femenino del Biobío
Desde la primera temporada en la historia de UdeC Femenino hasta la actualidad, se ha enfrentado año a año a  Fernández Vial ininterrumpidamente, construyendo así una rivalidad local que progresivamente se ha convertido en uno de los clásicos más intensos del fútbol femenino de regiones. Una curiosidad notable, es que ambas instituciones acostumbran a tener entre sus filas a exjugadoras de su equipo rival, insignes son los casos de Aída Castillo, Camille Iluffi, Viviana Torres, Guirnette Quiroz y Jazmín Gallardo. La primera es la única en anotarle al equipo rival con ambas camisetas.
También vistieron ambas camisetas Constanza Reveco, Marinka Huircán, Yessenia Jorquera, Leydy Reyes, Yasna Becerra, Francesca Caniguán, Antonia Alarcón, Tamara Avilés y Karen Méndez.
Durante el Campeonato 2024  no se podrán enfrentar debido al descenso del equipo ferroviario en la temporada anterior.
| Número de partido | Fecha      | Competencia                     | Local           | Resultado | Visitante       |
| ----------------- | ---------- | ------------------------------- | --------------- | --------- | --------------- |
| 1                 | 13/03/2016 | Apertura 2016                   | U de Concepción | 1:3       | A.F. Vial       |
| 2                 | 31/07/2016 | Clausura 2016                   | A.F. Vial       | 5:1       | U de Concepción |
| 3                 | 09/10/2016 | Clausura 2016                   | U de Concepción | 2:0       | A.F. Vial       |
| 4                 | 04/03/2017 | Apertura 2017                   | A.F. Vial       | 2:2       | U de Concepción |
| 5                 | 10/06/2017 | Clausura 2017                   | U de Concepción | 0:1       | A.F. Vial       |
| 6                 | 26/08/2017 | Clausura 2017                   | A.F. Vial       | 3:3       | U de Concepción |
| 7                 | 27/05/2018 | Campeonato 2018                 | A.F. Vial       | 2:1       | U de Concepción |
| 8                 | 02/09/2018 | Campeonato 2018                 | U de Concepción | 1:1       | A.F. Vial       |
| 9                 | 16/03/2019 | Campeonato 2019                 | U de Concepción | 2:1       | A.F. Vial       |
| 10                | 05/12/2020 | Transición 2020                 | U de Concepción | 2:0       | A.F. Vial       |
| 11                | 26/06/2021 | Campeonato 2021 - Primera Rueda | U de Concepción | 0:2       | A.F. Vial       |
| 12                | 04/09/2021 | Campeonato 2021 - Segunda Rueda | A.F. Vial       | 1:0       | U de Concepción |
| 13                | 25/06/2022 | Campeonato 2022 - Fase Regular  | A.F. Vial       | 1:2       | U de Concepción |
| 14                | 20/11/2022 | Campeonato 2022 - Grupo A       | U de Concepción | 0:2       | A.F. Vial       |
| 15                | 07/06/2023 | Campeonato 2023 - Fase Regular  | A.F. Vial       | 1:2       | U de Concepción |
| 16                | 08/09/2023 | Campeonato 2023 - Grupo B       | U de Concepción | 1:3       | A.F. Vial       |

| Competición                        | PJ | PG UdeC | PE | PG Vial |
| ---------------------------------- | -- | ------- | -- | ------- |
| Primera División Femenina de Chile | 16 | 5       | 3  | 8       |